# Mallika
Mallika – wieś w Estonii, w prowincji Võrumaa, w gminie Rõuge. W latach 1991 – 2017 w gminie Haanja. Wieś położona jest na terenie obszaru chronionego krajobrazu Haanja (est. Haanja looduspark). Pomiędzy kilkoma jeziorami m.in. Käpämäe, Poksi, Kalda, Jürijärv.